# Trybunał Konstytucyjny (Hiszpania)
Trybunał Konstytucyjny Hiszpanii (hiszp. Tribunal Constitucional, TCE) – sąd konstytucyjny w Hiszpanii.

## Konstytucja Trybunału Konstytucyjnego
Trybunał Konstytucyjny został powołany do kontroli konstytucyjności prawa uchwalanego przez parlamenty ogólnopaństwowy i regionalne. Trybunał kontroluje również wszystkie traktaty międzynarodowe podpisywane przez rząd hiszpański. Od 1985 roku trybunał kontroluje poprawność przebiegu wyborów (parlamentarnych i samorządowych). Trybunał ma wystarczającą moc i autorytet, aby być stroną rozjemczą w razie zaistnienia sporów prawnych pomiędzy sądem centralnym (w Madrycie) a sądami autonomicznymi (które posiadają wszystkie wspólnoty autonomiczne) lub pomiędzy sporami, których uczestnikami są dwa lub więcej sądów regionalnych. W związku z licznymi regionami autonomicznymi oraz ich konstytucyjnymi prawami Trybunał odgrywa ważną rolę na hiszpańskiej scenie politycznej.

## Skład sędziowski
W Trybunale Konstytucyjnym zasiada 12 sędziów, którzy są zaprzysiężeni na dziewięcioletnią kadencję. 4 członków Trybunału wybiera Kongres Deputowanych, 4 członków jest wybieranych przez senat, 2 członków wybieranych jest przez rząd a 2 ostatnich członków jest wybieranych przez Radę Sądowniczą. Wszyscy wybrani sędziowie są oficjalnie zaprzysiężeni przez Króla Hiszpanii. Aby zostać sędzią trybunału, trzeba mieć 15 lat doświadczenia w zawodzie (sędzia, prokurator, profesor uniwersytecki, funkcjonariusz publiczny, adwokat).
Prezes Trybunału Konstytucyjnego jest powoływany spośród sędziów Trybunału przez Króla na wniosek plenum Trybunału na 3-letnią kadencję.